# Angela Knösel
Angela Knösel (29 de agosto de 1949) es una deportista de la RDA que compitió en luge en la modalidad individual. Ganó dos medallas de plata en el Campeonato Europeo de Luge, en los años 1970 y 1971.

## Palmarés internacional
| Campeonato Europeo | Campeonato Europeo    | Campeonato Europeo | Campeonato Europeo |
| Año                | Lugar                 | Medalla            | Prueba             |
| ------------------ | --------------------- | ------------------ | ------------------ |
| 1970               | Hammarstrand (Suecia) | Medalla de plata   | Individual         |
| 1971               | Imst (Austria)        | Medalla de plata   | Individual         |